# Littleton (Cheshire)
Littleton – wieś w Anglii, w hrabstwie ceremonialnym Cheshire, w dystrykcie (unitary authority) Cheshire West and Chester. Leży 4 km na wschód od miasta Chester i 263 km na północny zachód od Londynu. W 2001 miejscowość liczyła 644 mieszkańców.